# Steve Ross
Stephen Douglas Ross, detto Steve (Kamloops, 11 ottobre 1980), è un ex cestista canadese.

## Palmarès
- Campionato olandese: 1

Donar Groningen: 2009-10
- Coppa d'Olanda: 1

Donar Groningen: 2011

## Carriera
Con il Canada ha disputato i Campionati mondiali del 2002.